# Gällivare församling
Gällivare församling är en församling i Norra Norrbottens kontrakt i Luleå stift. Församlingen omfattar hela Gällivare kommun i Norrbottens län och utgör ett eget pastorat.

## Administrativ historik
Församlingen bildades 11 oktober 1742 genom en utbrytning ur Jokkmokks församling. 1962 utbröts Malmbergets, Hakkas och Nilivaara församlingar.
Församlingen utgjorde ett eget pastorat till 1999 då den bildat pastorat med Hakkas och  Nilivaara församlingar.
Från 1 september 1932 till 1 juli 1991 var församlingen delad i olika kyrkobokföringsdistrikt:  
- Gällivare kbfd (252301, till 1 juli 1991)
- Malmbergets kbfd (252302, egen församling 1962)
- 1 januari 1940: Hakkas kbfd (252304, egen församling 1962)
- 1 januari 1940: Niilivaara kbfd (252303, egen församling 1962)
- 1 januari 1940: Vitträsks kbfd (252306, från 1962 252303, till 1 januari 1973; uppgick i Nattavaara kbfd)[4][5]
- 1 januari 1951: Nattavaara kbfd (252305, från 1962 252302, till 1 juli 1991).[6]

2010 återgick Hakkas församling och Nilivaara församlingar i denna församling som därefter till 2014 utgjorde ett eget pastorat. Från 2014 till 2022 ingick församlingen i Gällivare-Malmbergets pastorat. 2022 återuppgick Malmbergets församling i Gällivare församling som därefter utgör ett eget pastorat.

## Kyrkobyggnader
Den första kyrkobyggnaden i nuvarande Gällivare församling var ett kapell som byggdes 1650 i Nábrreluokta (äldre stavning: Nabreluokta eller Nafriluokt) vid norra sidan av Stora Lulevatten. Det brann dock ned efter bara en kort tid.
- Allhelgonakyrkan
- Gällivare kyrka
- Gällivare gamla kyrka
- Hakkas kyrka
- Kaitum kapell
- Nikkaluokta kapell
- Nilivaara kyrka
- Pålkems kyrka (Vitträsk)
- Soutujärvi kyrka
- Treenighetens kapell
- Ullatti kyrka

## Befolkningsutveckling
| Befolkningsutvecklingen i Gällivare församling 1805–2015 | Befolkningsutvecklingen i Gällivare församling 1805–2015 | Befolkningsutvecklingen i Gällivare församling 1805–2015 | Befolkningsutvecklingen i Gällivare församling 1805–2015 | Befolkningsutvecklingen i Gällivare församling 1805–2015 |
| --- | -------------------------------------------------------- | -------------------------------------------------------- | -------------------------------------------------------- | -------------------------------------------------------- |
| |                                                          |                                                          |                                                          |                                                          |
| År |                                                          |                                                          | Folkmängd                                                |                                                          |
| 1805 | 1805                                                     |                                                          | 1 272                                                    |                                                          |
| 1810 | 1810                                                     |                                                          | 1 240                                                    |                                                          |
| 1820 | 1820                                                     |                                                          | 1 116                                                    |                                                          |
| 1830 | 1830                                                     |                                                          | 1 318                                                    |                                                          |
| 1840 | 1840                                                     |                                                          | 1 612                                                    |                                                          |
| 1850 | 1850                                                     |                                                          | 1 870                                                    |                                                          |
| 1860 | 1860                                                     |                                                          | 2 443                                                    |                                                          |
| 1870 | 1870                                                     |                                                          | 2 691                                                    |                                                          |
| 1880 | 1880                                                     |                                                          | 3 253                                                    |                                                          |
| 1890 | 1890                                                     |                                                          | 4 279                                                    |                                                          |
| 1900 | 1900                                                     |                                                          | 11 745                                                   |                                                          |
| 1910 | 1910                                                     |                                                          | 16 245                                                   |                                                          |
| 1920 | 1920                                                     |                                                          | 19 172                                                   |                                                          |
| 1930 | 1930                                                     |                                                          | 20 226                                                   |                                                          |
| 1935 | 1935                                                     |                                                          | 19 894                                                   |                                                          |
| 1940 | 1940                                                     |                                                          | 20 836                                                   |                                                          |
| 1945 | 1945                                                     |                                                          | 21 679                                                   |                                                          |
| 1950 | 1950                                                     |                                                          | 22 420                                                   |                                                          |
| 1955 | 1955                                                     |                                                          | 24 849                                                   |                                                          |
| 1960 | 1960                                                     |                                                          | 27 639                                                   |                                                          |
| 1965 | 1965                                                     |                                                          | 11 141                                                   |                                                          |
| 1970 | 1970                                                     |                                                          | 11 101                                                   |                                                          |
| 1975 | 1975                                                     |                                                          | 11 684                                                   |                                                          |
| 1980 | 1980                                                     |                                                          | 10 960                                                   |                                                          |
| 1985 | 1985                                                     |                                                          | 11 158                                                   |                                                          |
| 1990 | 1990                                                     |                                                          | 11 289                                                   |                                                          |
| 1995 | 1995                                                     |                                                          | 11 886                                                   |                                                          |
| 2000 | 2000                                                     |                                                          | 11 001                                                   |                                                          |
| 2005 | 2005                                                     |                                                          | 10 925                                                   |                                                          |
| 2010 | 2010                                                     |                                                          | 11 951                                                   |                                                          |
| 2015 | 2015                                                     |                                                          | 11 969                                                   |                                                          |
| Anm: Hakkas, Malmbergets och Nilivaara församlingar utbrutna 1962. Hakkas och Nilivaara församlingar åter inkorporerade 2010. För åren 1805-1945: befolkning enligt folkräkning 31 december enligt den administrativa indelningen den 1 januari följande år. 1950 avser befolkning enligt folkräkning den 31 december enligt den administrativa indelningen den 1 januari 1952. 1955 avser den kyrkobokförda befolkningen den 31 december enligt den administrativa indelningen den 1 januari följande år. 1960, 1965 och 1970 avser befolkning enligt folkräkning den 1 november enligt den administrativa indelningen den 1 januari följande år. För åren 1975-2015: befolkning enligt 31 december enligt den administrativa indelningen den 1 januari följande år. Sedan 1 januari 2016 sker inte folkbokföring per församling och därmed kan det hända att vissa personer inte ingår i församlingens folkmängd då de är skrivna på den fiktiva fastigheten På kommunen skriven som inte delas upp på församlingsnivå då de inte kunnat folkbokföras på en särskild befintlig fastighet. Den totala befolkningen i Svenska kyrkans församlingar är därför något lägre än den totala befolkningen i riket. |                                                          |                                                          |                                                          |                                                          |

| Befolkningsutvecklingen i Gällivare kyrkobokföringsdistrikt 1935–1990 | Befolkningsutvecklingen i Gällivare kyrkobokföringsdistrikt 1935–1990 | Befolkningsutvecklingen i Gällivare kyrkobokföringsdistrikt 1935–1990 | Befolkningsutvecklingen i Gällivare kyrkobokföringsdistrikt 1935–1990 | Befolkningsutvecklingen i Gällivare kyrkobokföringsdistrikt 1935–1990 |
| --- | --------------------------------------------------------------------- | --------------------------------------------------------------------- | --------------------------------------------------------------------- | --------------------------------------------------------------------- |
| |                                                                       |                                                                       |                                                                       |                                                                       |
| År |                                                                       |                                                                       | Folkmängd                                                             |                                                                       |
| 1935 | 1935                                                                  |                                                                       | 12 428                                                                |                                                                       |
| 1940 | 1940                                                                  |                                                                       | 8 290                                                                 |                                                                       |
| 1945 | 1945                                                                  |                                                                       | 9 134                                                                 |                                                                       |
| 1950 | 1950                                                                  |                                                                       | 8 199                                                                 |                                                                       |
| 1955 | 1955                                                                  |                                                                       | 9 156                                                                 |                                                                       |
| 1960 | 1960                                                                  |                                                                       | 10 159                                                                |                                                                       |
| 1965 | 1965                                                                  |                                                                       | 9 701                                                                 |                                                                       |
| 1970 | 1970                                                                  |                                                                       | 10 083                                                                |                                                                       |
| 1975 | 1975                                                                  |                                                                       | 10 834                                                                |                                                                       |
| 1980 | 1980                                                                  |                                                                       | 10 223                                                                |                                                                       |
| 1985 | 1985                                                                  |                                                                       | 10 525                                                                |                                                                       |
| 1990 | 1990                                                                  |                                                                       | 10 729                                                                |                                                                       |
| Anm: Hakkas, Nilivaara och Vistträsks kyrkobokföringsdistrikt utbröts 1940. Nattavaara kyrkobokföringsdistrikt utbröts 1951. Åren 1930 & 1955 avser den kyrkobokförda befolkningen den 31 december enligt den administrativa indelningen den 1 januari följande år. För åren 1940-1945: befolkning enligt folkräkning 31 december enligt den administrativa indelningen den 1 januari följande år. 1950 avser befolkning enligt folkräkning den 31 december enligt den administrativa indelningen den 1 januari 1952. 1960, 1965 och 1970 avser befolkning enligt folkräkning den 1 november enligt den administrativa indelningen den 1 januari följande år. För åren 1975-1990: befolkning enligt 31 december enligt den administrativa indelningen den 1 januari följande år. |                                                                       |                                                                       |                                                                       |                                                                       |

## Series pastorum
| Ämbetstid | Namn                  |
| --------- | --------------------- |
| 1742–1749 | Per Högström          |
| 1750–1755 | Carl Lund             |
| 1758–1788 | Johan Björkman I      |
| 1790–1824 | Johan Björkman II     |
| 1827–1870 | Johan Björkman III    |
| 1873–1879 | Carl Michael Stenborg |
| 1879–1895 | Johan Curtelius       |
| 1896–1904 | Olof Bergqvist        |
| 1904–1921 | Erik Leonard Bore     |
| 1923–1931 | Hjalmar Westeson      |
| 1932–1949 | Jöran Grapenson       |
| 1949–1972 | Gottfrid Nordlund     |
| 1972–1978 | Ingemar Öberg         |
| 1978–1996 | Ingemar Emrén         |
| 1997-2000 | Anders Bondesson      |
| 2001-2010 | Kaarlo Kult           |
| 2010-2013 | Anders Bondesson      |
| 2014-     | Mats Rondahl          |